# Tichon (Dorovskich)
Tichon (světským jménem: Viktor Grigorjevič Dorovskich; * 8. dubna 1959, Voroněž) je ruský duchovní Ruské pravoslavné církve, arcibiskup a metropolita orelský a bolchovský.
Je starším bratrem metropolity Daniila (Dorovskiche).

## Život
Narodil se 8. dubna 1959 ve Voroněži.
Po střední škole nastoupil ja technickou školu a následně na Voroněžský polytechnický institut.
Na pozvání svého bratra Daniila, který se stal biskupem južno-sachalinským a kurilským, odešel roku 2003 na Sachalin. Dne 10. dubna ho postřihnul na monacha se jménem Tichon na počest svatého Tichona Zadonského. Dne 13. dubna byl rukopoložen na jerodiákona a 20. dubna na jeromonacha. Stal se duchovním katedrálního chrámu Vzkříšení v Južno-Sachalinsku a poté představeným chrámu svatého Innokentija Moskevského ve stejném městě.
Dne 29. prosince 2003 se stal sekretářem eparchie.
Dne 7. července 2004 byl povýšen na igumena.
Roku 2009 dokončil dálkové studium teologické fakulty Pravoslavné humanitní univerzity svatého Tichona.
Dne 21. září 2010 byl povýšen na archimandritu na 10. října 2010 se stal představeným katedrálního chrámu.
Dne 24. prosince 2010 jej Svatý synod zvolil biskupem južno-sachalinským a kurilským. Dne 22. ledna 2011 byl oficiálně jmenován biskupem a o dva dny později proběhla jeho biskupská chirotonie. Hlavním světitelem byl patriarcha moskevský a celé Rusi Kirill.
Dne 1. února 2014 byl povýšen na arcibiskupa.
Dne 4. dubna 2019 byl ustanoven metropolitou orelským a bolchovským, hlavou orelské metropole. Dne 21. dubna byl povýšen na metropolitu.